# Stefan Wirlandner
Stefan Wirlandner, Pseudonym Hans Müller (* 11. Dezember 1905 in Wien, Österreich-Ungarn; † 4. Jänner 1981 ebenda) war ein österreichischer Sozialdemokrat und Wirtschaftsfachmann.

## Leben
Stefan Wirlandner wuchs in einer Arbeiterfamilie auf. Er wurde anfangs Hutmacher. Er bildete sich als Autodidakt weiter und durfte als Aktivist der Sozialistischen Arbeiter-Jugend die Arbeiterhochschule besuchen. Von 1927 bis 1934 arbeitete Wirlandner als Wirtschaftsexperte in der Arbeiterkammer Wien. Nach dem Februaraufstand 1934 wurde er als Sozialdemokrat entlassen. Wirlandner war in der Folge als Mitglied der illegalen Revolutionäre Sozialisten konspirativ tätig. Er war beim Sozialistenprozess 1936 angeklagt, wurde aber freigesprochen. Er studierte von 1936 bis 1938 an der Hochschule für Welthandel in Wien und beendete das Studium als Wirtschaftsprüfer. 1938 nach dem Anschluss Österreichs emigrierte er nach Großbritannien. 1940 war er in Kanada interniert. Er meldete sich dann zur britischen Armee. In der Folge gestaltete er gemeinsam mit Marie Jahoda Radiosendungen für Österreich. Ab 1943 wurde er in Kairo und in Istanbul unter G.E.R. Gedye für den britischen Kriegsgeheimdienst Special Operations Executive tätig.
1945 kehrte Wirlandner nach Österreich zurück und schloss sich der Sozialdemokratischen Partei Österreichs (SPÖ) an. In den folgenden Jahren übernahm er eine führende Position in der österreichischen Wirtschaftspolitik. Er war wieder in der Arbeiterkammer tätig, verhandelte die Währungsreform und gilt als einer der Väter der fünf Preis- und Lohnabkommen. Daneben fand er noch Zeit, sich mit marxistischer Ökonomie zu befassen.
In der Arbeiterkammer stieg Wirlandner vom Leiter der wirtschaftspolitischen Abteilung zum Kammeramtsdirektor-Stellvertreter auf, ab 1960 war er Mitglied des Direktoriums der Österreichischen Nationalbank, von 1961 bis 1969 deren Generaldirektorstellvertreter, ab 1969 war er als Vorstandsdirektor der Investitionskreditbank tätig.
Stefan Wirlandner hinterließ bislang unpublizierte Lebenserinnerungen.